# كأس جواو هافيلانج
الدوري البرازيلي لكرة القدم 2000 هو الموسم رقم 44 في تاريخ الدوري البرازيلي. فاز باللقب نادي فاسكو دا غاما. سُمّي "بكأس جواو هافيلانج" تكريما لرئيس الاتحاد البرازيلي والفيفا السابق جواو هافيلانج.